# Andrzej Klimowicz
Andrzej Klimowicz (ur. 21 stycznia 1918 w Białej Cerkwi, zm. 17 października 1996 w Warszawie) – polski działacz społeczny i polityk, poseł do Krajowej Rady Narodowej (1945–1946).

## Życiorys
Ukończył Gimnazjum Władysława Giżyckiego w Warszawie, po czym kształcił się w Szkole Nauk Politycznych. Podczas nauki należał do organizacji młodzieżowych „Spartakus” i OMS „Życie”. Od 1938 członek Klubu Demokratycznego w Warszawie, rok później znalazł się w jego zarządzie oraz szeregach Stronnictwa Demokratycznego. Zakładał młodzieżowe pismo demokratyczne „Mosty”.
W 1939 walczył w Robotniczych Batalionach Obrony Warszawy. Podczas II wojny światowej działał w podziemnym SD („Prostokąt”, członek zarządu), a od 1943 w Stronnictwie Polskiej Demokracji. Stał na czele Ruchu Młodzieży Demokratycznej. Blisko współpracował z Radą Pomocy Żydom. Wziął udział w powstaniu warszawskim, walcząc w Korpusie Bezpieczeństwa. Po stłumieniu powstania przepłynął Wisłę i przyłączył się do oddziałów Ludowego Wojska Polskiego. W 1945 uzyskał z ramienia SD nominację na członka Krajowej Rady Narodowej. Był zwolennikiem wystawienia przez ugrupowanie własnej listy w wyborach do Sejmu 1947, za co został wykluczony z partii i pozbawiony mandatu poselskiego.
Po wojnie otworzył ponownie warsztat artykułów gumowych. Po 1949 zaangażowany w działalność spółdzielczą. Należał do ZBoWiD. Ojciec dwóch córek.
Według materiałów zgromadzonych w archiwum Instytutu Pamięci Narodowej był w latach 1949–1955 zarejestrowany jako tajny współpracownik (agent informator)  Urzędu Bezpieczeństwa o pseudonimie „Akim”.

### Pomoc Żydom
Klimowicz prowadził warsztat wulkanizacyjny przy ul. Nowy Świat 41. Służył on jako miejsce spotkań działaczy podziemnej Społecznej Organizacji Samoobrony oraz Rady Pomocy Żydom „Żegota”. Spotykali się tam m.in. Zofia Kossak, Adolf Berman, Salo Fiszgrund, Leon Feiner. Klimowicza pośredniczył w przekazywaniu ukrywającym się Żydom fałszywych dokumentów, adresów kryjówek i zapomóg finansowych. Wśród ukrywających się warsztacie Żydów znalazł się Jankiel Wiernik, który spisał tam swoje świadectwo.
W 1981 Klimowicz został odznaczony medalem „Sprawiedliwy wśród Narodów Świata”. Od 1986 do 1991 stał na czele Polskiego Towarzystwa Sprawiedliwych wśród Narodów Świata.
Pochowany na cmentarzu Wojskowym na Powązkach w Warszawie (kwatera H-8-20).

## Ordery i odznaczenia
- Krzyż Kawalerski Orderu Odrodzenia Polski
- Krzyż Srebrny Orderu Virtuti Militari
- Krzyż Walecznych
- Krzyż Partyzancki[2]
- Medal za Warszawę 1939–1945 (17 stycznia 1946)[5]
- Pamiątkowy Medal z okazji 40. rocznicy powstania Krajowej Rady Narodowej (1983)[6]
- Medal Sprawiedliwy wśród Narodów Świata (1981)[7]